# Chondropoma callipeplum
Chondropoma callipeplum là một loài small nắp ốcte]] ốc đất liền, là động vật chân bụng sống trên cạn động vật thân mềm thuộc họ Pomatiidae.
Nó là loài đặc hữu của Nicaragua.